# دالة التوزيع التراكمي

دالة التوزيع التراكمي للتوزيعات الطبيعية في الصورة أدناه.

دالة الكثافة الاحتمالية لعدة توزيعات طبيعية حيث يمثل اللون الأحمر التوزيع الطبيعي القياسي منحنى على شكل قوس قوطي.

دالة التوزيع التراكمي (بالإنجليزية: Cumulative distribution function)‏ أو دالة التجزيئ في علم الإحصاء ونظرية الاحتمالات هي دالة تحدد ما هو احتمال أن تكون قيمة متغير عشوائي ما (س) أقل من أو تساوي قيمة معينة (د). أو بمعنى آخر، فإنها دالة تعطي توزيع الاحتمالات لمتغير عشوائي على أن تكون قيمته عددا حقيقيا. وينبغي عدم الخلط بين دالة التوزيع التراكمي ودالة الكثافة الاحتمالية أو دالة الكتلة الاحتمالية الخاصة بالمتغيرات العشوائية المنفصلة.

## التعريف الرياضي
في الفضاء الاحتمالي {\displaystyle (\Omega ,{\mathcal {F}},P)} حيث:
- {\displaystyle \Omega } تمثل مجموعة غير خالية، تدعى فضاء العينة.
- {\displaystyle {\mathcal {F}}} هو σ-جبر لفضاء العينة التي ندعو كل عنصر من عناصرها :(حدث).
- {\displaystyle P} يمثل قياس احتمالي

والمتغير العشوائي الحقيقي معرف حسب التالي: {\displaystyle X\colon \ \Omega \to \mathbb {R} } ودالة التوزيع التراكمي المعرفة كما يلي: {\displaystyle F_{X}\colon \mathbb {R} \to \mathbb {R} } تحدد ما هي احتمالية أن تكون قيمة المتغير العشوائي أقل أو تساوي قيمة حقيقية معطاة.
{\displaystyle F_{X}(x)=P(X\leq x)x\in \mathbb {R} .}
كما يمكن تحديد احتمالية أن تكون قيمة المتغير العشوائي أكثر من {\displaystyle a} وأقل من أو يساوي {\displaystyle b}.
{\displaystyle P(a<X\leq b)=P(X\leq b)-P(X\leq a)=F(b)-F(a)}

### مثال
عند رمي زهر النرد، فاحتمالية أن يكون الرقم الظاهر بين 2 و5 هي:
{\displaystyle P(2<X\leq 5)=F(5)-F(2)={5 \over 6}-{2 \over 6}={3 \over 6}={1 \over 2}}.
كذلك يمكن تعريف دالة التوزيع التراكمي بدلالة دالة الكثافة الاحتمالية بإجراء التكامل.
{\displaystyle F(x)=\int _{-\infty }^{x}f(t)\,dt.}